# Xã Krain, Quận Stearns, Minnesota
Xã Krain (tiếng Anh: Krain Township) là một xã thuộc quận Stearns, tiểu bang Minnesota, Hoa Kỳ. Năm 2010, dân số của xã này là 981 người.